# Muriel Hess
Muriel Hess (* 1990) ist eine ehemalige deutsche Nationalspielerin in der Boulespiel-Sportart Pétanque im Deutschen Boccia-, Boule- und Pétanque-Verband e. V. Sie war mehrfach deutsche Meisterin und Teilnehmerin bei Europa- und Weltmeisterschaften und den World Games 2013.

## Karriere
Hess spielt nach eigenen Angaben Boule seit sie neun Jahre alt war. Ab 2008 wurde sie mehrmals in den Nationalkader berufen und spielt für den Pétanqueclub Burggarten Horb in der Pétanque-Bundesliga.
Im Frauen-Triplette der Espoirs (U23) gewann sie 2008, 2009 und 2011 zweimal Gold und einmal Silber bei den Europameisterschaften. 2010 und 2014 erreichte sie im Frauen-Triplette jeweils Bronze bei der EM und 2013 bei den Weltmeisterschaften die Bronzemedaille im Tir de precision (Präzisionsschießen).

## Erfolge

### International
- 2008: Teilnahme an der Weltmeisterschaft
- 2008: 2. Platz Europameisterschaft Frauen Triplette Espoirs (U23) zusammen mit Julia Würthle, Anna Lazaridis und Judith Berganski
- 2009: Teilnahme an der Weltmeisterschaft
- 2009: 1. Platz Europameisterschaft Frauen Triplette Espoirs (U23) zusammen mit Julia Würthle, Anna Lazaridis und Judith Berganski
- 2010: 3. Platz Europameisterschaft Frauen Triplette zusammen mit Carolin Birkmeyer, Susanne Fleckenstein und Indra Waldbüßer[2]
- 2011: 1. Platz Europameisterschaft Frauen Triplette Espoirs (U23) zusammen mit Julia Würthle, Natascha Denzinger und Lea Mitschker
- 2011: Teilnahme an der Weltmeisterschaft
- 2013: 3. Platz Weltmeisterschaft Tir de precision[3]
- 2013: Teilnehmerin bei den World Games (4. Platz im Frauen Doublette zusammen mit Indra Waldbüßer)
- 2014: 3. Platz Europameisterschaft Frauen Triplette zusammen mit Carolin Birkmeyer, Indra Waldbüßer und Laura Schneider
- 2015: Teilnahme an der Weltmeisterschaft
- 2018: Teilnahme an der Europameisterschaft[4]

### National
(Quelle)
- 2005: 1. Platz Deutsche Meisterschaft Junioren (U18) Tir de precision
- 2005: 3. Platz Deutsche Meisterschaft Frauen Doublette zusammen mit Annick Hess
- 2007: 1. Platz Deutsche Meisterschaft Mixte zusammen mit Jean F. Wittmann
- 2009: 3. Platz Deutsche Meisterschaft Frauen Triplette zusammen mit Annalena Szigeth und Susanne Fleckenstein
- 2010: 1. Platz Deutsche Meisterschaft Frauen Triplette zusammen mit Annalena Szigeth und Susanne Fleckenstein
- 2010: Deutscher Vize-Vereinsmeister mit dem Pétanqueclub Burggarten Horb
- 2011: 1. Platz Deutsche Meisterschaft Mixte zusammen mit Niclas Zimmer
- 2012: 3. Platz Deutsche Meisterschaft Frauen Triplette zusammen mit Carolin Birkmeyer und Indra Waldbüßer
- 2013: 3. Platz bei den deutschen Vereinsmeisterschaften mit dem Pétanqueclub Burggarten Horb
- 2013: 1. Platz Deutsche Meisterschaft Mixte zusammen mit Niclas Zimmer
- 2013: 1. Platz Deutsche Meisterschaft Frauen Triplette zusammen mit Carolin Birkmeyer und Indra Waldbüßer
- 2014: 1. Platz Deutsche Meisterschaft Frauen Triplette zusammen mit Carolin Birkmeyer und Indra Waldbüßer
- 2015: 3. Platz Deutsche Meisterschaft Frauen Triplette zusammen mit Carolin Birkmeyer und Ann-Kathrin Hartel
- 2016: Deutscher Vize-Vereinsmeister mit dem Pétanqueclub Burggarten Horb
- 2017: 3. Platz Deutsche Meisterschaft Tir de precision
- 2018: 3. Platz Deutsche Meisterschaft Frauen Triplette zusammen mit Verena Gabe und Ann-Kathrin Hartel
- 2021: Deutscher Vize-Vereinsmeister mit dem Pétanqueclub Burggarten Horb
- 2022: Deutscher Vereinsmeister mit dem Pétanqueclub Burggarten Horb[6]
- 2022: 2. Platz Deutsche Meisterschaft Triplette Frauen zusammen mit Verena Gabe und Lara Koch
- 2023: Deutscher Vereinsmeister mit dem Pétanqueclub Burggarten Horb
- 2024: Deutscher Vereinsmeister mit dem Pétanqueclub Burggarten Horb

## Cornhole
Hess ist neben dem Boulespiel auch äußerst erfolgreich im Cornhole. Sie spielt für die TopCorn Rust e.V. und belegte bei den Deutschen Meisterschaften 2016 im Einzel und Doppel jeweils den 2. Platz.

## Privates
Hess ist von Beruf Arzthelferin.
Sie ist die Schwester von Annick Grassi, die ebenfalls eine erfolgreiche Boule-Spielerin ist.